# Roberto Gottardi
Roberto Gottardi (Venezia, 30 gennaio 1927 – L'Avana, 21 agosto 2017) è stato un architetto italiano.
Fu coautore, insieme a Ricardo Porro e Vittorio Garatti, della Scuola Nazional d'Arte di Cuba (1960-1963), un insieme architettonico di geometria organica, costruito facendo ampio uso della volta in folio.

## Biografia
Nato e cresciuto a Venezia in una famiglia della piccola borghesia italiana, fin da ragazzo ha sostenuto i partiti marxisti italiani. Laureatosi nel 1952 in architettura presso l'Istituto Superiore di Architettura di Venezia, nel 1960 viene contattato dall'architetto cubano Ricardo Porro per lavorare per Cuba e la sua rivoluzione castrista.
Gottardi è l'autore del progetto esecutivo delle Escuelas Nacional De Arte di Cuba che sono state considerate una delle esperienze architettoniche più singolari della seconda metà del XX secolo. È una delle poche opere architettoniche sviluppate a Cuba durante il periodo successivo alla Rivoluzione cubana. La sua promozione è stata decisa direttamente da Fidel Castro e Che Guevara, dopo una partita di golf nello Country Club dell'Avana, campo che fungeva da location per le scuole. Inizialmente, i tre architetti incaricati avevano libertà di bilancio e totale indipendenza nelle decisioni progettuali. Sono stati loro a decidere l'ubicazione di ciascuno dei quattro edifici che li compongono, e quelli che hanno deciso chi tra loro avrebbe sviluppato ciascuno degli edifici in dettaglio. Il costo imprevisto degli edifici e la singolarità del loro progetto provocarono numerose denunce di spreco economico e debolezza "borghese". Queste lamentele finirono per indebolire il sostegno che aveva il progetto e alla fine le scuole furono abbandonate senza che la loro costruzione fosse nemmeno completata. Gli edifici delle Scuole d'Arte sono attualmente in fase di completamento, dopo mezzo secolo di abbandono, sotto la direzione di Gottardi.
Successivamente è stato professore presso la Facoltà di Architettura della prestigiosa Università dell'Avana.
Nel novembre 2012 il Presidente della Repubblica Italiana Giorgio Napolitano gli ha conferito, insieme a Porro e Garatti, il Premio Vittorio De Sica nella categoria "Architettura", come riconoscimento per la sua professionalità.
Ha ricevuto il National Architecture Award 2016 all'Avana.
Morì all'Avana il 21 agosto 2017 all'età di 90 anni.